# Tricentrogyna flavomarginata
Tricentrogyna flavomarginata là một loài bướm đêm trong họ Geometridae.